# Lindsay (Nebraska)
Lindsay è un comune degli Stati Uniti d'America, situato nello Stato del Nebraska, nella contea di Platte.

## Storia

### Fondazione e denominazione
Nel 1862, in seguito all'Homestead Act, delle famiglie iniziarono a stabilirsi sui terreni fertili vicino al Shell Creek. Lindsay fu pianificata nel 1886. Poiché la maggior parte dei primi coloni proveniva da Lindsay, Ontario, Canada, prese questo nome. Lindsay fu incorporata come villaggio il 7 marzo 1888.

### Inizio del XX secolo
All'inizio del XX secolo, Lindsay disponeva di un servizio elettrico e di un sistema idrico comprendente un pozzo da 100 piedi e un serbatoio da 60.000 galloni.
L'Albion Line della Chicago and North Western Railroad consisteva in 115 miglia di binari attraverso Lindsay, su cui venivano azionati quattro treni merci e due treni passeggeri al giorno. Nel 1917, la popolazione di Lindsay era aumentata fino a raggiungere quasi 500 abitanti.

### Lindsay Corporation
Quella che ora è la Lindsay Corporation è stata fondata nel villaggio nel 1955 da Paul Zimmerer come Lindsay Manufacturing Company per essere un produttore di attrezzature per l'irrigazione e l'automazione agricola. L'azienda ha mantenuto uno stabilimento di produzione a Lindsay, ma ora ha sede a Omaha e le sue azioni sono quotate alla Borsa di New York con il simbolo LNN. Nel 2005, l'azienda rappresentava l'80% dell'occupazione a Lindsay, impiegando circa 460 persone su un totale di 577 dipendenti del villaggio.